# Ochrotrichia catarina
Ochrotrichia catarina is een schietmot uit de familie Hydroptilidae. De soort komt voor in het Neotropisch gebied.